# Erica Jarder
Erica May-Lynn Jarder (ur. 2 kwietnia 1986) – szwedzka lekkoatletka specjalizująca się w skoku w dal.

## Kariera sportowa
Medalistka młodzieżowych mistrzostw krajów nordyckich. W 2007 nie udało jej się awansować do finału młodzieżowych mistrzostw Europy w Debreczynie. W 2011 startowała na uniwersjadzie w Shenzhen. Na początku 2013 zdobyła brązowy medal halowych mistrzostw Europy w Göteborgu. Ósma zawodniczka halowych mistrzostw świata oraz mistrzostw Europy (2014).
Podczas mistrzostw Europy w 2012 biegła na drugiej zmianie szwedzkiej sztafecie 4 × 100 metrów, która w eliminacjach została zdyskwalifikowana i odpadła z dalszej rywalizacji.
Medalistka mistrzostw Szwecji (również w trójskoku i w biegach na 60 i 100 metrów) oraz reprezentantka kraju w drużynowych mistrzostwach Europy i w meczach międzypaństwowych

## Osiągnięcia
| Rok  | Impreza                                 | Miejsce    | Lokata            | Wynik |
| ---- | --------------------------------------- | ---------- | ----------------- | ----- |
| 2007 | Młodzieżowe mistrzostwa Europy          | Debreczyn  | el. – 18. miejsce | 5,97  |
| 2010 | I liga drużynowych mistrzostw Europy    | Budapeszt  | 5. miejsce        | 6,11  |
| 2011 | Uniwersjada                             | Shenzhen   | el. – 13. miejsce | 6,14  |
| 2013 | Halowe mistrzostwa Europy               | Göteborg   | 3. miejsce        | 6,71  |
| 2013 | I liga drużynowych mistrzostw Europy    | Dublin     | 2. miejsce        | 6,22  |
| 2013 | Mistrzostwa świata                      | Moskwa     | 10. miejsce       | 6,47  |
| 2014 | Halowe mistrzostwa świata               | Sopot      | 8. miejsce        | 6,36  |
| 2014 | Mistrzostwa Europy                      | Zurych     | 8. miejsce        | 6,39  |
| 2015 | Halowe mistrzostwa Europy               | Praga      | el. – 11. miejsce | 6,49  |
| 2015 | Superliga drużynowych mistrzostw Europy | Czeboksary | 4. miejsce        | 6,53w |
| 2015 | Mistrzostwa świata                      | Pekin      | 12. miejsce       | 6,48  |
| 2016 | Mistrzostwa Europy                      | Amsterdam  | el. – 19. miejsce | 6,33  |

## Rekordy życiowe
| Konkurencja          | Wynik | Data             | Miejsce  |
| -------------------- | ----- | ---------------- | -------- |
| Skok w dal – stadion | 6,68  | 30 sierpnia 2014 | Helsinki |
| Skok w dal – stadion | 6,84w | 14 czerwca 2014  | Göteborg |
| Skok w dal – hala    | 6,71  | 2 marca 2013     | Göteborg |